# Frédéric IV de Brunswick-Lunebourg
 (mai 2021).
Si vous disposez d'ouvrages ou d'articles de référence ou si vous connaissez des sites web de qualité traitant du thème abordé ici, merci de compléter l'article en donnant les références utiles à sa vérifiabilité et en les liant à la section « Notes et références ».
Frédéric IV (28 août 1574 – 10 décembre 1648) est duc de Brunswick-Lunebourg et prince de Lunebourg de 1636 à sa mort.

## Biographie

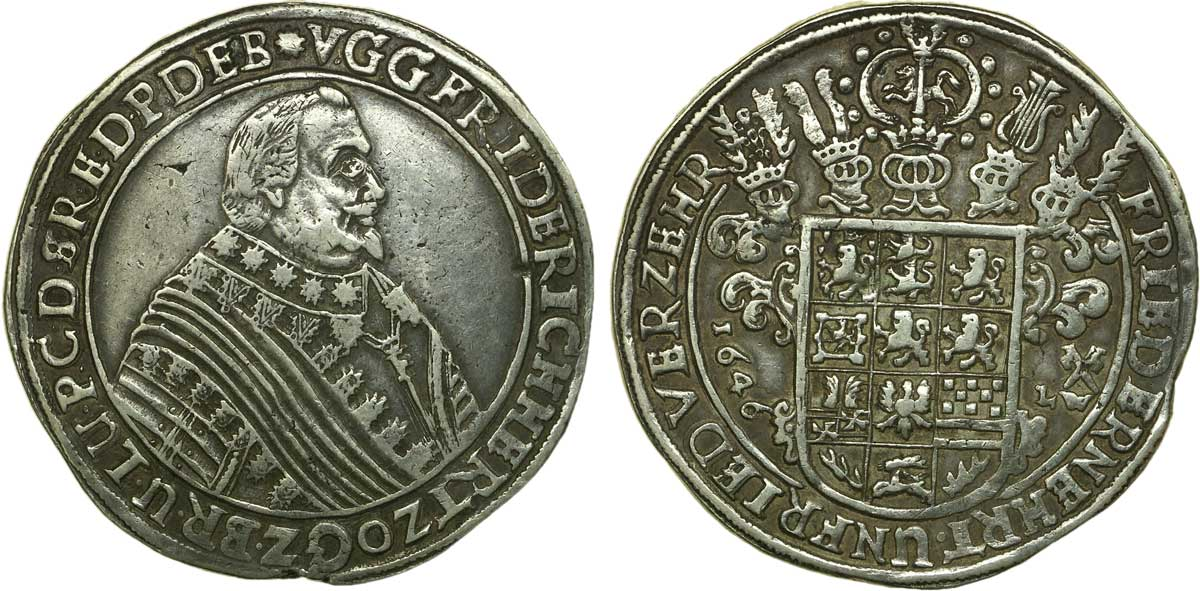
Thaler de Frédéric IV de Brunswick-Lunebourg

Quatrième fils du duc Guillaume « le Jeune » et de Dorothée de Danemark, il succède à son frère Auguste, mort sans enfants. Il est également coadjuteur de l'évêché de Ratzebourg et prévôt de l'archevêché de Brême.
Il meurt sans descendance. Son neveu Christian-Louis lui succède.